# イジ
イジ（古ノルド語: Iði。綴りは他に Idi も）は北欧神話に登場する霜の巨人で、その兄弟スィアチとガングとともにアルヴァルディの息子であった。『詩語法』によれば、アルヴァルディは非常に多くの黄金を保有しており、そしてアルヴァルディが死んだ時、その3人の息子たちが、次々に1口分の黄金を各々で取って分量を量り、自分達同士の間で遺産を分けた。このことに起因して、「巨人の口かぞえ」、「巨人の声またはことば」、「チアシ、ガングまたはイジの言葉」と「イジの輝く言葉」という表現は、黄金についてのケニングとなった。